# Mahmoud Larnaout
Mahmoud Larnaout (arabe : محمود الأرناؤوط), né en 1945 à Tunis et mort le 25 décembre 2012 à Tunis, est un acteur tunisien.

## Biographie
Natif du quartier tunisois de Bab Souika, il débute au théâtre dans des troupes scolaire et universitaire. Ayant rejoint la troupe El Teatro de Taoufik Jebali, il interprète des rôles dans des pièces telles que Présent par procuration, La planche des miracles, Al-Ghoul, ainsi que Klem Ellil et Fhemt Ella de Taoufik Jebali.
Il joue aussi dans divers films — dont Making of de Nouri Bouzid — et séries télévisées, dont Dar Lekhlaa et Njoum Ellil. Directeur de la salle de cinéma Le Mondial à Tunis, il est membre du comité d'organisation des Journées cinématographiques de Carthage à plusieurs reprises.
À côté de ses activités d'acteur, il exerce la profession d'enseignant puis de banquier.

## Filmographie
- 2006 : Making of de Nouri Bouzid
- 2011 : Or noir de Jean-Jacques Annaud
- 2011 : Le Masseur d'Anouar Lahouar